# Giuseppe Guidicini
Pour les articles homonymes, voir Guidicini.
Giuseppe Guidicini, né en 1806 en Italie et mort le 7 janvier 1868 aux États-Unis, est un artiste peintre, décorateur et entrepreneur américain d'origine italienne.

## Réalisations
- Décors peints de la Victoria Mansion (vers 1860), Portland (Maine), États-Unis;
- Décors peints de la maison Ravenscrag (vers 1863), Montréal, Canada[2].

## Sources

### Ouvrage
- (en) Arlene Palmer, Guide to Victoria Mansion : Revised Edition, Portland (Maine), Victoria Mansion, 2012, 52 p. (ISBN 978-1-4675-2193-2, lire en ligne)

### Article de périodique
- (en) « Prince of Wale's Wedding : Celebration in Montreal : Illuminations », Montreal Herald and Daily Commercial Gazette, Robert Weir, vol. 55, no 59,‎ 11 mars 1863, p. 2